# AFC Mobile
AFC Mobile é um clube americano de futebol  aseado em Mobile, Alabama que compete na National Premier Soccer League . Anteriormente jogou na Gulf Coast Premier League. 

## História

### Fundação
O AFC Mobile foi fundado em 2015 pelos entusiastas do futebol de Mobile e Baldwin County, Alabama, a fim de estabelecer um time de futebol semi-profissional na cidade de Mobile.  Foi anunciado em 3 de janeiro de 2017 que a AFC Mobile se uniria à Gulf Coast Premier League para sua temporada inaugural de verão.  Em 12 de novembro de 2019, foi anunciado que a AFC Mobile se juntaria à National Premier Soccer League em uma recém-formada Conferência da Costa do Golfo, que apresentava o Mobile, Port City FC, Tallahassee SC, Pensacola FC e as equipes da NPSL, o New Orleans Jesters e a Jacksonville Armada. 

### Temporada Inaugural
Antes da temporada de estréia, a AFC Mobile anunciou que iria jogar os jogos caseiros da temporada inaugural no Complexo Atlético Archbishop Lipscomb, localizado no bairro de Bolton em Mobile.  Nos primeiros dois anos, a equipe foi administrada por Nate Nicholas, ex-jogador da Universidade de Mobile, ex-técnico vencedor do campeonato estadual consecutivo na UMS-Wright Preparatory School e atual treinador do time do colégio na McGill – Toolen. Escola Católica .  . 

### Mudanças na equipe de treinamento
Depois de terminar a temporada de 2018 da GCPL, o treinador Nate Nicholas deixou o cargo.  . 
Por fim, o técnico de futebol masculino do Spring Hill College, Steve Wieczorek, foi nomeado substituto de Nicholas em 7 de janeiro de 2019. 

## Público
Para o jogo de estreia, em 14 de maio de 2017, a AFC Mobile mais que quadruplicou o maior público da história da Gulf Coast Premier League.  Em seu segundo jogo em casa no dia 10 de junho de 2017 contra o Biloxi City FC, o AFC Mobile teve 924 pagantes no Archbishop Lipscomb Stadium, que liderou o recorde anterior da liga.  Em 8 de junho de 2017, a AFC Mobile se tornou o primeiro time da Premier League da Costa do Golfo a quebrar 1.000 pessoas no jogo contra o CD Motagua de Nova Orleans  . 

Durante a segunda temporada, o AFC Mobile conseguiu atrair mais de 1.400 torcedores duas vezes contra o Gulf Coast Rangers e o Port City FC. 